# Kevin Danso
Kevin Danso (* 19. září 1998, Voitsberg, Rakousko) je rakouský fotbalista, který hraje jako střední obránce za RC Lens a rakouskou reprezentaci. Jeho rodiče pocházejí z Ghany. 

## Klubová kariéra
Hrál za mládež anglických Milton Keynes Dons. V roce 2014 přešel do mládeže Augsburgu. 

### FC Augsburg
V březnu 2017 debutoval v Bundeslize. Bylo mu 18 let a 165 dní. Byl nejmladším hráčem klubu, který kdy debutoval v lize. O týden později podepsal s klubem smlouvu na čtyři roky.

#### Hostování v Southamptonu
V sezóně 2019/2020 byl na hostování v Southamptonu.

#### Hostování ve Fortuně Düsseldorf
V sezóně 2020/2021 byl na hostování ve Fortuně Düsseldorf. 24. května 2021 z klubu odešel.

### Lens
6. srpna 2021 přestoupil do RC Lens, klubu z Ligue 1. 19. března 2022 vstřelil proti Clermontu gól. V roce 2024 neuspěl jeho přestup do Říma.

## Reprezentační kariéra
Danso mohl reprezentovat Ghanu nebo Rakousko. 
Rakousko reprezentoval už v reprezentacích do 15, 16, 17, 18 a 19 let. V květnu 2017 debutoval v seniorské reprezentaci.